# Hebecephalus irritus
Hebecephalus irritus är en insektsart som beskrevs av Beamer 1936. Hebecephalus irritus ingår i släktet Hebecephalus och familjen dvärgstritar. Inga underarter finns listade i Catalogue of Life.